# Detelina
Detelina (bułg. Детелина) – wieś w Bułgarii, w obwodzie Burgas, w gminie Karnobat. W 2023 roku liczyła 261 mieszkańców.